# Caveirac
Caveirac är en kommun i departementet Gard i regionen Occitanien i södra Frankrike. Kommunen ligger i kantonen Saint-Mamert-du-Gard som tillhör arrondissementet Nîmes. År 2022 hade Caveirac 4 328 invånare.

## Befolkningsutveckling
Antalet invånare i kommunen Caveirac
Referens:INSEE